# Лучано К'яруджі
Лучано К'яруджі (італ. Luciano Chiarugi; нар. 13 січня 1947, Понсакко) — італійський футболіст, що грав на позиції нападника, зокрема, за «Фіорентину», «Мілан», а також національну збірну Італії. По завершенні ігрової кар'єри — тренер.
Був універсальним форвардом, що відзначався високою технікою і гарним ударом. Водночас вважалося, що гравець схильний до симуляцій, через що в італійських медія навіть з'явився термін к'яруджізмо (італ. chiarugismo) як синонім футбольної симуляції.

## Клубна кар'єра
У дорослому футболі дебютував 1965 року виступами за «Фіорентину». Вже з наступного сезону став стабільним гравцем основного складу команди, в якій загалом провів сім сезонів, взявши участь у 140 матчах чемпіонату і забивши 33 голи. 1966 року став володарем Кубка Італії і Кубка Мітропи, а в сезоні 1968/69 допоміг команді стати чемпіоном Італії.
1972 року перейшов до «Мілана», у складі якого протягом наступних чотирьох сезонів був основним гравцем атакувальної ланки команди і одним з її головних бомбардирів, маючи середню результативність на рівні 0,36 гола за гру першості. У своєму першому ж сезоні у футболці «россонері» 1973 здобув Кубок Італії, а також Кубок володарів кубків. Став найкращим бомбардиром єврокубкового турніру, зокрема забив обидва голи «Мілана» в матчах півфіналу, а згодом став автором єдиного гола фінальної гри, який приніс італійцям перемогу над англійським «Лідс Юнайтед» і здобуття трофею.
Згодом з 1976 по 1981 рік грав у складі команд «Наполі», «Сампдорія», «Болонья» і «Ріміні», а завершував ігрову кар'єру в першій половині 1980-х виступами за нижчолігові «Рондінеллу» та «Массезе».

## Виступи за збірні
1967 року залучався до складу молодіжної збірної Італії.
1969 року дебютував в офіційних матчах у складі національної збірної Італії. Згодом тривалий час до лав національної команди не залучався, лише 1974 року провів у її формі ще дві гри.

## Кар'єра тренера
Розпочав тренерську кар'єру невдовзі по завершенні кар'єри гравця, 1987 року, очоливши тренерський штаб нижчолігового «Мільяринезе».
Згодом працював у клубній структурі рідної «Фіорентини» як тренер юнацьких і молодіжних команд. 1993 року уперше на нетривалий час очолив головну команду клубу. Надалі ще двічі, у 2001 і 2002 роках виконував обов'язки головного тренера основної команди «фіалок».
Пізніше, протягом 2007—2008 років тренував нижчоліговий «Поджбонсі».

## Статистика виступів

### Статистика клубних виступів
| Сезон                  | Команда                | Чемпіонат              | Чемпіонат | Чемпіонат | Національний кубок | Національний кубок | Національний кубок | Континентальні кубки | Континентальні кубки | Континентальні кубки | Інші змагання | Інші змагання | Інші змагання | Усього | Усього |
| Сезон                  | Команда                | Ліга                   | Ігор      | Голів     | Ліга               | Ігор               | Голів              | Ліга                 | Ігор                 | Голів                | Ліга          | Ігор          | Голів         | Ігор   | Голів  |
| ---------------------- | ---------------------- | ---------------------- | --------- | --------- | ------------------ | ------------------ | ------------------ | -------------------- | -------------------- | -------------------- | ------------- | ------------- | ------------- | ------ | ------ |
| 1965–66                | «Фіорентина»           | A                      | 4         | 0         | КІ                 | 1                  | 0                  | КМ                   | 2                    | 0                    | -             | -             | -             | 7      | 0      |
| 1966–67                | «Фіорентина»           | A                      | 25        | 2         | КІ                 | 1                  | 0                  | КВК+КМ               | 2+2                  | 1+0                  | -             | -             | -             | 30     | 3      |
| 1967–68                | «Фіорентина»           | A                      | 20        | 2         | КІ                 | 2                  | 0                  | КЯ                   | 2                    | 0                    | -             | -             | -             | 24     | 2      |
| 1968–69                | «Фіорентина»           | A                      | 18        | 7         | КІ                 | 3                  | 2                  | КЯ                   | 2                    | 0                    | -             | -             | -             | 23     | 9      |
| 1969–70                | «Фіорентина»           | A                      | 27        | 12        | КІ                 | 6                  | 2                  | КЧ                   | 5                    | 2                    | АІК           | 4             | 1             | 42     | 17     |
| 1970–71                | «Фіорентина»           | A                      | 26        | 5         | КІ                 | 10                 | 6                  | КЯ                   | 3                    | 1                    | -             | -             | -             | 39     | 12     |
| 1971–72                | «Фіорентина»           | A                      | 20        | 5         | КІ                 | 5                  | 3                  | КМ                   | 3                    | 5                    | -             | -             | -             | 28     | 13     |
| Усього за «Фіорентину» | Усього за «Фіорентину» | Усього за «Фіорентину» | 140       | 33        |                    | 28                 | 13                 |                      | 21                   | 9                    |               | 4             | 1             | 193    | 56     |
| 1972–73                | «Мілан»                | A                      | 27        | 12        | КІ                 | 4                  | 3                  | КВК                  | 8                    | 7                    | -             | -             | -             | 39     | 22     |
| 1973–74                | «Мілан»                | A                      | 28        | 11        | КІ                 | 5                  | 1                  | КВК                  | 7                    | 4                    | СУ            | 2             | 1             | 42     | 17     |
| 1974–75                | «Мілан»                | A                      | 26        | 7         | КІ                 | 10                 | 3                  | -                    | -                    | -                    | -             | -             | -             | 36     | 10     |
| 1975–76                | «Мілан»                | A                      | 23        | 7         | КІ                 | 10                 | 3                  | КУЄФА                | 4                    | 1                    | -             | -             | -             | 37     | 11     |
| Усього за «Мілан»      | Усього за «Мілан»      | Усього за «Мілан»      | 104       | 37        |                    | 29                 | 10                 |                      | 19                   | 12                   |               | 2             | 1             | 154    | 60     |
| 1976–77                | «Наполі»               | A                      | 21        | 5         | КІ                 | 4                  | 1                  | КВК                  | 4                    | 1                    | КАІЛ          | 2             | 1             | 31     | 8      |
| 1977–78                | «Наполі»               | A                      | 13        | 2         | КІ                 | 4                  | 0                  | -                    | -                    | -                    | -             | -             | -             | 17     | 2      |
| Усього за «Наполі»     | Усього за «Наполі»     | Усього за «Наполі»     | 34        | 7         |                    | 8                  | 1                  |                      | 4                    | 1                    |               | 2             | 1             | 48     | 10     |
| 1978–79                | «Сампдорія»            | B                      | 30        | 5         | КІ                 | 4                  | 0                  | -                    | -                    | -                    | -             | -             | -             | 34     | 5      |
| 1979–80                | «Болонья»              | A                      | 13        | 3         | КІ                 | 0                  | 0                  | -                    | -                    | -                    | -             | -             | -             | 13     | 3      |
| 1980–81                | «Ріміні»               | B                      | 13        | 1         | КІ                 | 1                  | 0                  | -                    | -                    | -                    | -             | -             | -             | 14+    | 1+     |
| 1981–82                | «Рондінелла»           | C2                     | 22        | 7         | КІ-C               | ?                  | ?                  | -                    | -                    | -                    | -             | -             | -             | 22+    | 7+     |
| 1982–83                | «Массезе»              | D                      | 22        | 10        | -                  | -                  | -                  | -                    | -                    | -                    | -             | -             | -             | 22     | 10     |
| 1983–84                | «Массезе»              | C2                     | 23        | 5         | КІ-C               | ?                  | ?                  | -                    | -                    | -                    | -             | -             | -             | 23+    | 5+     |
| 1984–85                | «Массезе»              | C2                     | 15        | 4         | КІ-C               | ?                  | ?                  | -                    | -                    | -                    | -             | -             | -             | 15+    | 4+     |
| Усього за «Массезе»    | Усього за «Массезе»    | Усього за «Массезе»    | 60        | 19        |                    | ?                  | ?                  |                      | -                    | -                    |               | -             | -             | 60+    | 19+    |
| Усього за кар'єру      | Усього за кар'єру      | Усього за кар'єру      | 416       | 112       |                    | 70+                | 24+                |                      | 44                   | 22                   |               | 8             | 3             | 538+   | 161    |

### Статистика виступів за збірну
| Дата       | Місто   | Господарі | Результат | Гості    | Турнір            | Голи | Примітки |
| ---------- | ------- | --------- | --------- | -------- | ----------------- | ---- | -------- |
| 22-11-1969 | Неаполь | Італія    | 3 – 0     | НДР      | Відбір до ЧС 1970 | -    |          |
| 26-2-1974  | Рим     | Італія    | 0 – 0     | ФРН      | товариський матч  | -    |          |
| 29-12-1974 | Генуя   | Італія    | 0 – 0     | Болгарія | товариський матч  | -    |          |
| Усього     |         | Матчів    | 3         |          | Голів             | 0    |          |

## Титули і досягнення

### Як гравця
- Володар Кубка Італії (2):

«Фіорентина»: 1965–1966
«Мілан»: 1972–1973
- Чемпіон Італії (1):

«Фіорентина»: 1968–1969
- Володар Кубка Кубків УЄФА (1):

«Мілан»: 1972–1973
- Володар Кубка Мітропи (1):

«Фіорентина»: 1966